# Escanemàs
Escanemàs és un paratge del terme municipal de Conca de Dalt, a l'antic terme de Toralla i Serradell, al Pallars Jussà, en territori del poble de Toralla.
Està situat al sud del poble de Toralla, a la dreta de la llaueta del Canemàs. És a llevant de la partida d'Escauberes, al nord de la de Baldoses i al sud-oest de la de les Paüls.